# Labrador Winter Games
De Labrador Winter Games zijn een driejaarlijkse wintersportmanifestatie in de Oost-Canadese regio Labrador. Er nemen honderden atleten aan de winterspelen deel, verspreid over verschillende indoor- en outdoorsporten. Het multisportevenement duurt een week en vindt altijd plaats in Happy Valley-Goose Bay in de maand maart, op het einde van de astronomische winter. Vrijwel iedere nederzetting in Labrador stuurt een afvaardiging bestaande uit maximaal 17 deelnemers en een coördinator naar de spelen.
De winterspelen werden voor het eerst georganiseerd in 1983. Ze hebben als doel het stimuleren van sport en recreatie in het gebied en het vergroten van de samenhorigheid tussen de drie Labradorse bevolkingsgroepen (de blanken, de Inuit en de Innu). Ze staan daarom ook bekend als de Friendship Games. Ze worden daarnaast ook wel de Olympics of the North genoemd.
Vanwege de coronapandemie werd de veertiende editie, die gepland stond in 2022, uitgesteld. De editie werd daarop verschoven naar 12–18 maart 2023. Aan de editie van 2023 nemen bijna 500 atleten deel met de hulp en aanmoediging van zo'n 600 vrijwilligers en in totaal een paar duizend toeschouwers. Dit op een totale Labradorse bevolking van circa 27.000.

## Sporten
In de editie van 2023 waren er vijftien sporten die deel uitmaakten van de Labrador Winter Games, waaronder zeven verplichte en acht optionele. Deze evenementen testen veel van de traditionele vaardigheden waar Labradorianen al eeuwen op vertrouwen en combineren ze met enkele modernere evenementen.
Verplichte sporten
- Labrathon[4]
- Sneeuwschoenrace
- Sneeuwschoenbiatlon
- Schietsport
- Langlaufen
- Noordelijke duatlon (op ski's en sneeuwschoenen)
- Noordelijke spelen[5]

Optionele sporten
- Zaalhockey
- Badminton
- Volleybal
- Darts
- Tafeltennis
- Stratenloop
- Sneeuwschoenrace voor 50-plussers
- Sledehondenrace